# Кшиштоф Щерський
Кшиштоф Марія Щерський (пол. Krzysztof Maria Szczerski, нар. 15 квітня 1973, Краків) — польський політолог і політик. Постійний представник Польщі при Організації Об'єднаних Націй (з 2021).
У 2007 — заступник державного секретаря в Міністерстві Закордонних Справ, у 2007—2008 роках — заступник державного секретаря в Офісі Комітету з питань Європейської Інтеграції, депутат Сейму VII скликання, з 2015 статс-секретар у Канцелярії Президента РП, починаючи з 2017 керівник Кабінету Президента РП.

## Біографія
Випускник факультету політології в Ягеллонському Університеті у Кракові (1997), закінчив також щорічний Семінар для молодих політиків і політологів в Інституті Роберта Шумана в Будапешті (1997) і Американський Інститут політичних систем у Джорджтаунському Університеті (1996). У 2001 отримав ступінь доктора, а в 2010 доктора наук гуманітарних наук.
5 січня 2007 року був призначений на посаду заступника держсекретаря в Міністерстві закордонних справ. 10 вересня 2007 року пішов з МЗС і був призначений на посаду заступника держсекретаря в Бюро комітету інтеграції, де працював до 15 січня 2008 року. Він також був членом Ради цивільної служби.
З 2010 працював в Європейському парламенті в рамках фракції Європейських консерваторів і реформаторів. На виборах в 2011 році як член списку Права і справедливості отримав мандат депутата, з результатом 4751 голосів. У січні 2015 був представником польського парламенту в парламентській асамблеї Ради Європи.
7 серпня 2015 президент Анджей Дуда призначив його на посаду держсекретаря Канцелярії Президента РП. Очолив консультаційний центр Комітету Президентів Польщі і України. 4 квітня 2017 був призначений на посаду начальника Кабінету Президента, замінивши Адама Квятковського.

## Нагороди
- Орден «За заслуги» III ст. (Україна, 28 червня 2021) — за значний особистий внесок у державне будівництво, зміцнення національної безпеки, соціально-економічний, науково-технічний, культурно-освітній розвиток Української держави, вагомі трудові досягнення, багаторічну сумлінну працю та з нагоди 25-ї річниці прийняття Конституції України[5]

## Вибрані публікації
- Integracja europejska. Cywilizacja i polityka, Wydawnictwo Uniwersytetu Jagiellońskiego, Kraków 2003,
- Wybór Europy: katolik wobec polityki w Unii Europejskiej, Wydawnictwo WAM, Kraków 2003,
- Porządki biurokratyczne, Księgarnia Akademicka, Kraków 2004,
- Administracja publiczna w modelu zarządzania wielopasmowego, Centrum Europejskie Natolin, Warszawa 2005,
- Dynamika systemu europejskiego, Wydawnictwo Uniwersytetu Jagiellońskiego 2008,
- Oburzeni, Biały Kruk, Kraków 2013,
- Kazania sejmowe (wprowadzenie), Biały Kruk, Kraków 2013,
- Wygaszanie Polski (współautor), Biały Kruk, Kraków 2015,
- Dialogi o naprawie Rzeczypospolitej, Biały Kruk, Kraków 2015.
- Polskość jest przywilejem (współautor), Biały Kruk, Kraków 2016.
- Utopia Europejska. Kryzys integracji i polska inicjatywa naprawy, Biały Kruk, 2017.